# Taepodong-1
El Taepodong-1 és un míssil de tres etapes, balístic i d'abast mitjà desenvolupat per Corea del Nord i actualment en servei. Aquest míssil està basat en el Scud i pot utilitzar-se com una arma ofensiva amb una ogiva nuclear, o bé com a vehicle de llançament espacial.

## Història
El 31 d'agost de 1998, els nord-coreans van anunciar que havien usat el seu Taepodong-1 per llançar el seu primer satèl·lit artificial, el Kwangmyŏngsŏng, des d'una llançadora en la península de Musudan-ri. No obstant això, les fonts occidentals mai van trobar el presumpte satèl·lit en òrbita. Es creu que la tercera etapa de vol va fallar i el satèl·lit va caure a gran velocitat.
Durant el llançament del Kwangmyŏngsŏng es va registrar la següent seqüència. La primera etapa propulsa al coet durant 95 segons i posteriorment de desprèn, caient sobre el Mar del Japó en 40°51′N 40° 51′ N, 139° 40′ E / 40.850°N,139.667°E /, La segona etapa fa el mateix durant 144 segons i aterra sobre l'Oceà Pacífic en 40° 13′ N, 149° 07′ E / 40.217°N,149.117°E /, La tercera etapa va funcionar durant 27 segons. D'acord amb els mitjans nord-coreans, el satèl·lit estava en òrbita 5 minuts després del llançament.

## Descripció
- Força: 525.25 kN
- Massa: 33 406 kg
- Diàmetre: 1.80 m
- Longitud: 25.80 m

La primera etapa del coet és un Nodong-1 IRBM.